# 王廣蔭
王广荫（1783年—1852年2月3日），字爱棠、一字薆堂，江苏通州（江苏南通）人，清朝工部、兵部尚书。著有《集益斋稿》四卷。

## 生平
清宣宗道光三年（1823年），榜眼进士，授翰林院编修。历官国子监司业、翰林院侍讲、侍读、侍读学士，署国子监祭酒，督顺天学政。道光二十五年十二月十日（1846年1月7日），擢工部左侍郎。道光二十九年七月三日（1849年8月20日），任左都御史，顺天乡试主考。道光三十年正月（1850年2月），文宗登极，诏求贤，广荫疏荐王东槐、林扬祖等人。是年六月二日（1850年7月10日），擢工部尚书。
咸丰元年六月八日（1851年7月6日），任兵部尚书。八月，盛京凤凰楼供奉清宣宗畫像，楼高五十七级，有谓广荫年迈，毋陟级。广荫堅持升楼敬谨成礼。途次冒风雪，冱寒中体，还京疾剧。十二月十四日（1852年2月3日），卒，谥文慎。

## 外部連結
- 王广荫 中研院史语所